# Молодёжный авангард 1960—1970-х годов
Молодёжный аванга́рд 1960—1970-х годо́в (avant-garde с фр. — «передовой отряд») — общественное новаторское, радикальное движение молодых людей от 18 до 30 лет, которые обостренно восприняли новые формы капиталистической эксплуатации и выступали за искоренение недостатков общества потребления в 1960-1970-х годах.

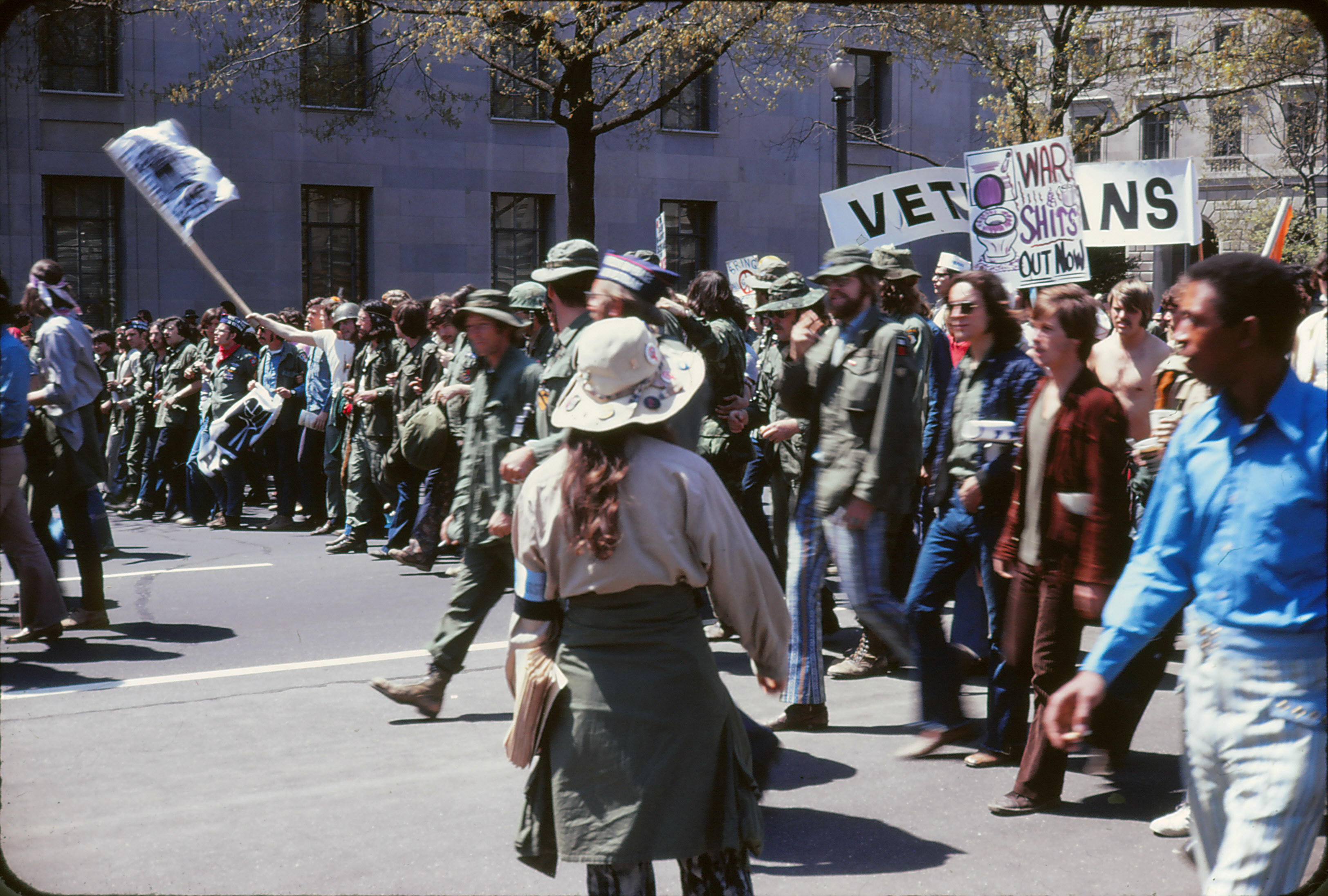
Демонстрация против Вьетнамской войны в Вашингтоне 24 апреля 1971 года

## История вопроса
Ускорившееся экономическое развитие США после Второй мировой войны привело к небывалому экономическому буму, который иногда называют «золотым веком капитализма».
США переживали время экономического процветания и относительного социального благополучия. Рост обеспеченного среднего класса способствовал формированию и окончательному закреплению философии потребления, которая стремилась к первоочередному материальному улучшению жизни.
В 1960-е годы в США произошло возрастание удельного веса молодежи в составе населения. Новые формы капиталистической эксплуатации создали перелом в общественном сознании молодежи, осознавшей свою значимость в производственной и общественно политической жизни.
Молодые люди обостренно воспринимали новые формы капиталистической эксплуатации, и наиболее заметной силой молодёжного протеста стало студенчество, ярко отразившее переломы в сознании интеллигенции, прогрессивные идейные искания, которые были направлены на определение путей ликвидации «недостатков» нового общества и на «обоснование места и роли интеллигенции в общественной жизни». Задачей молодёжного авангарда стал поиск новой сердцевины, за которое может удержаться целое общество, не срастаясь с ценностями капитализма.

## Черты молодёжного авангарда 1960—1970-х годов
Типичными чертами движения молодёжного авангарда были: позиция постоянного протеста или «перманентного бунта», «отказ от классических форм изобразительности и красоты в пользу ориентации на примитив», способность к самостоятельному обновлению и футуристская склонность к жизнестроительству вне так называемого «общества потребления».
В период 1960—1970-х годов развились либеральные идеологические представления, но молодежь отказывалась связывать свои интересы с либеральными кругами и их организациями. Студенчество считало либералов виновными в предательстве идеалов и в капитуляции перед американской реакцией в годы маккартизма «. Среди прогрессивно и бунтарски настроенной молодежи наблюдалось яростное стремление к идейной, политической и организационной самостоятельности.
„Нас не любят — нам только покупают игрушки“, „Нельзя влюбиться в прирост промышленного производства“, „Наш мир — не для продажи!“ — типичные лозунги на плакатах митингующих. Острые социальные вопросы, нежелание служить в армии, Вьетнамская война постепенно политизировали молодых людей и заставляли их включиться в рабочие протесты, переходящие в стадию революционных инициатив.
Организации молодой интеллигенции в Чикагском, Висконсинском, Колумбийском и Гарвардском университетах, в колледжах Берлин и Свартмор разрабатывали идейно-теоретическую платформу, на которой базировались бы пути преобразования американского общества. Авторы многотомной „Истории американских политических партий“ писали, что в 1960-е годы обстановка в кругу молодёжного сообщества характеризовалась мощным духом мятежа».
В дальнейшем культура «молодежного авангарда» разрослась и за американскими границами. Начало влияния за рубежом было положено на Международном конгрессе по диалектике освобождения, состоявшейся в Лондоне в 1967 году. На конгрессе был выдвинут лозунг «немедленной революции в сознании», «осуществимой лишь при помощи особого комплекса „подпольных“ (или „маргинальных“) средств и подчеркнутого аполитизма». События, происходившие до 60-х годов, непосредственными участниками которых были молодые граждане страны, в основном носили исключительно локальный, немассовый характер. Бунты второй половины 20 века стали самыми ожесточенными, политизированными и массовыми актами неповиновения молодежи и студентов разных стран мира.

## Холден Колфилд как предтеча молодёжного авангарда 1960—1970-х годов
Профессор Московского государственного университета, доктор филологических наук Микеладзе Н. Э. называет Холдена Колфилда — главного героя романа Джерома Д. Сэлинджера «Над пропастью во ржи» — предтечей молодёжного авангарда 1960-1970-х годов. Роман Сэлинджера был опубликован в 1951 году, за десятилетие до начала молодёжных бунтарских выступлений. Таким образом, образ Колфилда рассматривается профессором Микеладзе и её коллегами-исследователями как реакция Сэлинджера на актуальную американскую общественно-политическую среду 1940-50-х годов, которая в перспективе воплотилась в представителях молодёжного авангарда.
На момент повествования в Холдену Колфилду 17 лет: он ещё не студент, но взрослые, вполне осознанные бунтарские настроения захватывают его. Герою свойственна бессознательная любовь к динамике, а статика, стереотипы и клише, как нарушение естественного ритма жизни, вызывают у него неприязнь, имеющую много общего с активно растущим желанием молодых авангардистов-бунтарей быть самостоятельными. Учиться, чтобы стать «пронырой», а затем «работать в какой-нибудь конторе, зарабатывать уйму денег, и ездить на работу в машине или в автобусах по Мэдисон-авеню, и читать газеты, и играть в бридж все вечера, и ходить в кино» — такая неизменная, статичная программа жизни не устраивает Холдена: по ней бредут миллионы, а он не один из этих «потребителей». Он деятелен, его «мечта» отличается от типичной «американской». Холден Колфилд отказывается тратить дополнительное чужое время на повествование своей истории, потому что это неинтересно ему в первую очередь, и отвергает возможность прогнозировать будущее, к чему склонны большинство финансистов, капиталистов и т. п.:

Откуда человеку заранее знать, что он будет делать? Ничего нельзя знать заранее! […] И спрашивать глупо честное слово!— «Над пропастью во ржи», Джером Д. Сэлинджер
Герой Сэлинджера стремится «не проникнуть в общество, куда его не пускают, а выйти из него», потому что для Колфилда нет ни одной подходящей группы или ячейки в обществе, где он мог бы чувствовать себя на своем месте.
Молодежь авангарда протестует против материалистического отношения к жизни, капиталистического прогресса и цели потребления как жизнеполагающей, не приносящей духовного или интеллектуального развития, и это ощущение передалось от героя Сэлинджера.

То, что больше всего угнетает Холдена и о чём он судит вполне «по-взрослому», заключается в ощущении безысходности, обреченности всех его попыток построить свою жизнь в соответствии с возвышенным гуманистическим идеалом— Мулярчик А., предисловие изданию «Над пропастью во ржи. Повести. Рассказы»; Ил. и оф. Г.Бойко и И.Шалито. – М.: Правда, 1991

## Влияние
Молодёжный авангард 1950-60-х годов определил политическую самоидентификацию молодежи посредством участия в протестном движении как одну из наиболее заметных тенденций социальной жизни многих стран мира. Подростковые мятежи в США, Западной Европе, России и странах арабского мира с того времени становятся первыми этапами гражданского неповиновения и трансформируются в массовые революционные волнения, которые охватывают все социальные слои населения. Они все ещё продолжают оказывать влияние на ход мировой истории.
Волнения в декабре 2010 года, получившие название «Арабская весна», по аналогии с известными событиями в Европе 1968 года, вылились в серию протестов и демонстраций по всему Ближнему Востоку и Северной Африке, а также спровоцировали в четырёх странах региона (Тунисе, Египте, Ливии и Йемене) смену глав государств. Как в 60-е годы 20 века, немаловажную роль в массовых волнениях играло молодое поколение граждан.
Протестное движение молодежи 60-70-х годов подтолкнуло развитие мировой «молодежной культуры» и предопределило возникновение огромного спектра молодёжных субкультур. Актуальными для них стали идеи толерантности и мультикультурализма с целью обеспечения внутреннего мира и предотвращения повторения массовых революционных выступлений национальных меньшинств.

## Критика
Неформальные молодёжные объединения в отношении авангардного поведения осмеивают, по мнению психологов, принятые в обществе нормы поведения. Они становятся объектом издевательства, пока условные прежде нормы становятся основными и доводятся до полного абсурда. Такое провокативное поведение привело к нарушению официально принятых социальных норм и стало показателем девиантного, то есть отклоняющегося от общепринятого, поведения.
C девиантным поведением связывают не только нарушения правовых норм, но и различные виды социальной патологии, например бродяжничество, безработицу и нищета. Психологи констатируют негативные последствия девиантного поведения, среди которых преступления, требующие пресечения на законодательном уровне социальной ответственности человека.
Американский социолог Иммануил Валлерстайн отмечал:

 Эти движения вспыхнули и отгорели так же ярко и так же дымно, как порох, не оставив и следа. Но когда они отгорели, оказалось, что устои патриархального авторитарного общества выгорели и обуглились изнутри. 